# Apurímac (rivier)
De Apurímac (Spaans: Río Apurímac) is een 730,7 kilometer lange rivier in het zuidoosten van Peru. In 1975 werd aangenomen dat de Apurímac gold als bronrivier van de Amazone, wat in 2001 ook officieel werd vastgesteld door een expeditie van National Geographic Society.

## Stroomgebied
De Apurímac ontstaat op een hoogte van ca. 5400 m als het smeltwater van de berg Nevado Mismi in de Andes, ongeveer 500 km ten westen van La Paz. De Apurímac is de bron van 's werelds uitgebreidste riviersysteem, de Amazone. Ze ontstaat in de zuidwestelijke Peruaanse cordilleras, 10 km van het dorp Caylloma en minder dan 160 km van de kust van de Stille Oceaan.
De Apurímac stroomt over het algemeen noordwestelijk in nauwe kloven tot 3 km diep, tweemaal zo diep als de Grand Canyon in de Verenigde Staten. Haar loop wordt onderbroken door watervallen en stroomversnellingen. Van de zes pogingen om de volle lengte van de Apurímac te bereizen hebben slechts twee succes gehad.
Na 730,7 km voegt de Apurímac zich samen met de Mantaro en wordt het de Ene, op 440 m boven zeeniveau. Als de Ene samenvloeit met de Perené op 330 m boven zeeniveau ontstaat de Tambo. En na vereniging met de Urubamba op 280 m boven zeeniveau ontstaat de Ucayali. Waar de Ucayali samenvloeit met de Marañón wordt deze vanaf dat punt in Peru "Amazone" genoemd. De Brazilianen noemen haar vanaf hetzelfde punt echter de "Salimoes", en noemen haar pas Amazone na de samenvloeiing met de Rio Negro.